# الحصن (برنامج مسابقات)
الحصن في الدبلجة العربية أو قلعة تاكيشي (باليابانية:  風雲！たけし城 ,Fūun! Takeshi-jō) هو برنامج مسابقات ألعاب جسدية ترفيهية أقيم في اليابان من عام 1986 إلى 1990 على شاشة تي بي إس. وعرض على جزأين.
يشارك عدد كبير من المتسابقين من كل أرجاء اليابان في المنافسة والمغامرة والترفية.

## في الدول العربية
في الدول العربية سمي البرنامج الترفيهي باسم الحصن. أول عرض للبرنامج كان في بداية التسعينات حيث اشتهر وأصبح محط أنظار الجميع.
كانت الدبلجة والتعليق بصوت الممثل والإعلامي اللبناني رياض شرارة ثم لاحقاً بصوت جمال ريان الإعلامي والمذيع الفلسطيني وهو الآن يطل مذيعاً لنشرات الأخبار وعدد من البرامج في قناة الجزيرة.
قام بتقديم البرنامج الممثل الياباني المشهور السيد هاياتو تاني والممثل الكوميدي الملقب بالسيد جونجي الصحفي الذي يرافق المُتبارين على الأرض في جميع مراحل البرنامج.
يعتمد البرنامج على رصد المواجهة بين فريقي المهاجمين والمدافعين عن الحصن ويخوض المسابقة فئة كبيرة من المتسابقين اليابانيين في الهواء الطلق، ويحاول فريق المتسابقين اجتياز مراحل كبيرة من الموانع، وتضمّ بداخلها مراحل متنوّعة وغنيّة بالألعاب الرياضية البرية المائية الشيّقة التي تتطلّب الشجاعة والمثابرة، ويقوم فريق المدافعين بالدفاع عن الحصن وذلك بوضع الحواجز والعقبات لإعاقة المهاجمين دون نجاحهم في تجاوز مراحل المسابقة.
ويتنافس المُتبارون في كلّ حلقة على الصمود، فيما تتناقص أعدادهم مع استبعاد الخاسرين عبر كل مرحلة، ليصل في نهاية المطاف أصلبهم عودًا وأكثرهم تصميمًا إلى المرحلة الأخيرة لينافسو السيد تاكيشي وأعوانه، حيث يتحدّد مصيرهم إما بالفوز أو الخسارة في كل حلقة، والتي يصل إليها فئة قليلة من المتسابقين.

## عودة البرنامج في السعودية
في 24 نوفمبر 2017 وقع رئيس هيئة الرياضة السعودي تركي آل الشيخ مع شركة TBS اليابانية اتفاقية لبناء قلعة تاكيشي في الرياض بطراز عربي على مساحة 300 ألف متر مربع تحتوي على خمسين تحديا بين قديمة وجديدة واكتمل بناؤه وألعابه التي تأخذ طابع التحدي وعددها أكثر من 50 قديمة وجديدة أواخر العام 2018.
تم بث أولى حلقات النسخة السعودية من البرنامج في 25 سبتمبر 2019 م.

## أهم الشخصيات
- السيد تاكيشي قائد المدافعين وملك القصر ومعاونه السيد اساكورا.
- السيد هاياتو تاني وقائد المهاجمين وهو ممثل ياباني مشهور.
- السيد جونجي وهو صحفي ومراسل ذو شخصية كوميدية.
- محارب الساموراي شخصية تراثية عند اليابانيين مخيفه للمهاجمين مصارعاً غرفة الدهليز ويشومون من يقبضون عليه بالغرفة بالحبر ويرمونه في الوحل

## وصلة خارجية
- الحصن على موقع IMDb (الإنجليزية)
- الحصن على موقع الموسوعة البريطانية (الإنجليزية)
- الحصن على موقع كينوبويسك (الروسية)
- الحصن على موقع قاعدة بيانات الفيلم (الإنجليزية)